# Cơ chế Higgs
Trong vật lý hạt, cơ chế Brout-Englert-Higgs là một quá trình trong đó các boson gauge của lý thuyết gauge có thể nhận được khối lượng khác 0 thông qua sự phá vỡ đối xứng tự phát.
Cách thực hiện đơn giản nhất của cơ chế này là đưa thêm từ ngoài vào lý thuyết gauge một trường Higgs. Sau đó sự phá vỡ đối xứng tự phát của đối xứng định xứ làm cho trường Higgs tương tác với (ít nhất là một) các trường khác của lý thuyết gauge, và sinh ra khối lượng (cho ít nhất một) cho các boson gauge. Phá vỡ đối xứng cũng sinh ra những hạt vô hướng (spin 0) cơ bản, còn gọi là boson Higgs.
Trong mô hình chuẩn, thuật ngữ "cơ chế Higgs" đặc biệt được nhắc đến cho sự sinh khối lượng cho các hạt boson gauge boson W và boson Z của tương tác yếu thông qua sự phá vỡ đối xứng điện yếu. Thực nghiệm đã chứng minh cơ chế Higgs cho tương tác điện yếu và các nhà thực nghiệm đã phát hiện được boson Higgs như Mô hình chuẩn đã tiên đoán. Máy gia tốc hạt lớn (LHC) ở CERN công bố các kết quả phù hợp với hạt Higgs vào ngày 14 tháng 3, 2013.

## Lịch sử nghiên cứu

### Bối cảnh
Phá vỡ đối xứng tự phát là một khuôn khổ để đưa ra các boson vào trong các lý thuyết trường lượng tử tương đối tính. Tuy nhiên, theo định lý Goldstone, các boson này phải phi khối lượng. Nhưng chỉ có những hạt đã quan sát thấy bằng thực nghiệm tuân theo cách giải thích xấp xỉ như là boson Goldstone đó là các pion, mà Yoichiro Nambu đã liên hệ với phá vỡ đối xứng chiral.
Một vấn đề tương tự xuất hiện trong lý thuyết Yang–Mills (còn gọi là lý thuyết gauge phi abelian), lý thuyết tiên đoán các boson gauge với spin-1 phải không có khối lượng. Vì cần thiết phải có các boson gauge phi khối lượng thì mới đảm bảo cho tương tác điện từ có ảnh hưởng ở những khoảng cách lớn được (và boson gauge phi khối lượng này tương ứng với photon, hạt tải lực của tương tác điện từ). Nhưng tương tác yếu lại chỉ có tác dụng trong thang đo nguyên tử, vì vậy các hạt tải lực của tương tác yếu cần phải có khối lượng khác không để khoảng cách của tương tác yếu giảm đi. Và lý thuyết gauge về tương tác yếu cần một phương pháp để miêu tả các boson có khối lượng này.